# Koninklijke Militaire Academie Sandhurst

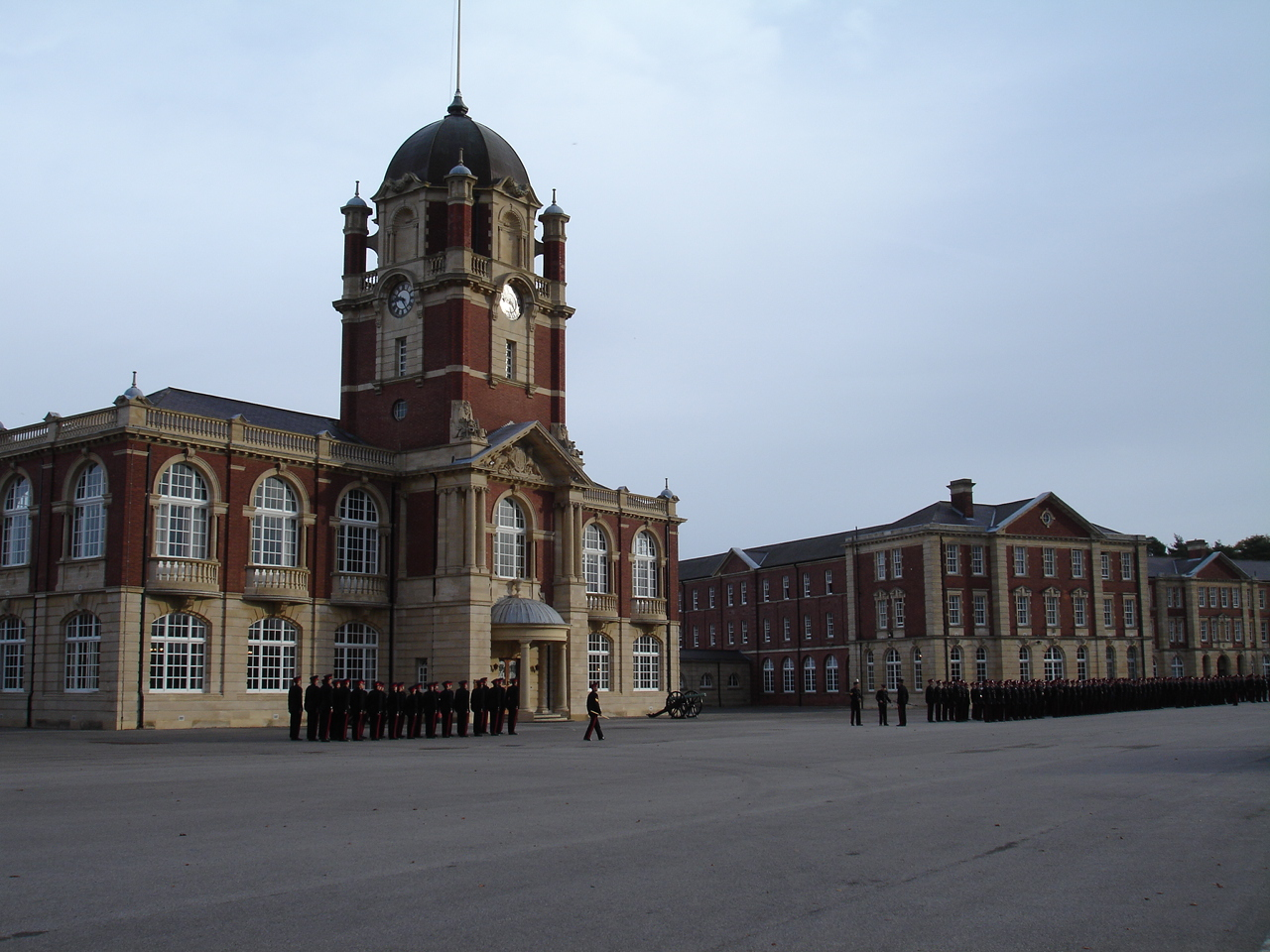
Koninklijke Militaire Academie Sandhurst

De Koninklijke Militaire Academie Sandhurst (Engels: Royal Military Academy Sandhurst, RMA) is een opleidingscentrum voor Britse officieren, gevestigd in Camberley in Bracknell Forest in het graafschap Surrey, Engeland. Het is een prestigieus instituut, met vele beroemde (oud)leerlingen, waaronder veel Britse prinsen. Ook Winston Churchill, koning Abdoellah II ibn al-Hoessein en Sjeik Hamad ibn Khalifa Al Thani volgden hun militaire opleiding hier.
Alle Britse officieren moeten een opleiding aan Sandhurst volgen, alvorens te worden bevorderd.